# طرح رود بزرگ دست‌ساز

نمای شماتیک پروژه.

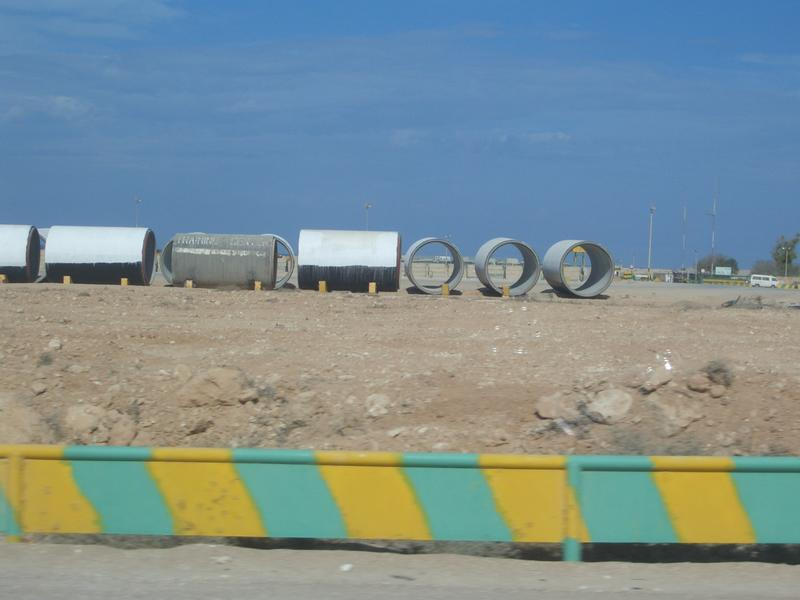
طرح رود بزرگ دست‌ساز.

طرح رود بزرگ دست‌ساز (نام‌های دیگر: پروژه رودخانه مصنوعی بزرگ، پروژه رودخانه عظیم ساخت بشر، و غیره) شبکه‌ای از لوله‌های عظیم آب است که سفره‌های بزرگ آب زیرزمینی لیبی را به مناطق مختلف این کشور وصل می‌کند.
این پروژه شبکه‌ای از لوله‌ها و کانال‌های آب به طول ۲۸۲۰ کیلومتر است که از بیش از ۱۳۰۰ چاه آب، که بیشترشان عمقی بیش از ۵۰۰ متر دارند تشکیل شده و روزانه ۶٬۵۰۰٬۰۰۰ متر مکعب آب را به شهرهای طرابلس، بنغازی، سرت و دیگر شهرها منتقل می‌کند. معمر قذافی رهبر سابق لیبی، آن را هشتمین عجایب جهانی توصیف کرده بود.

## نگارخانه

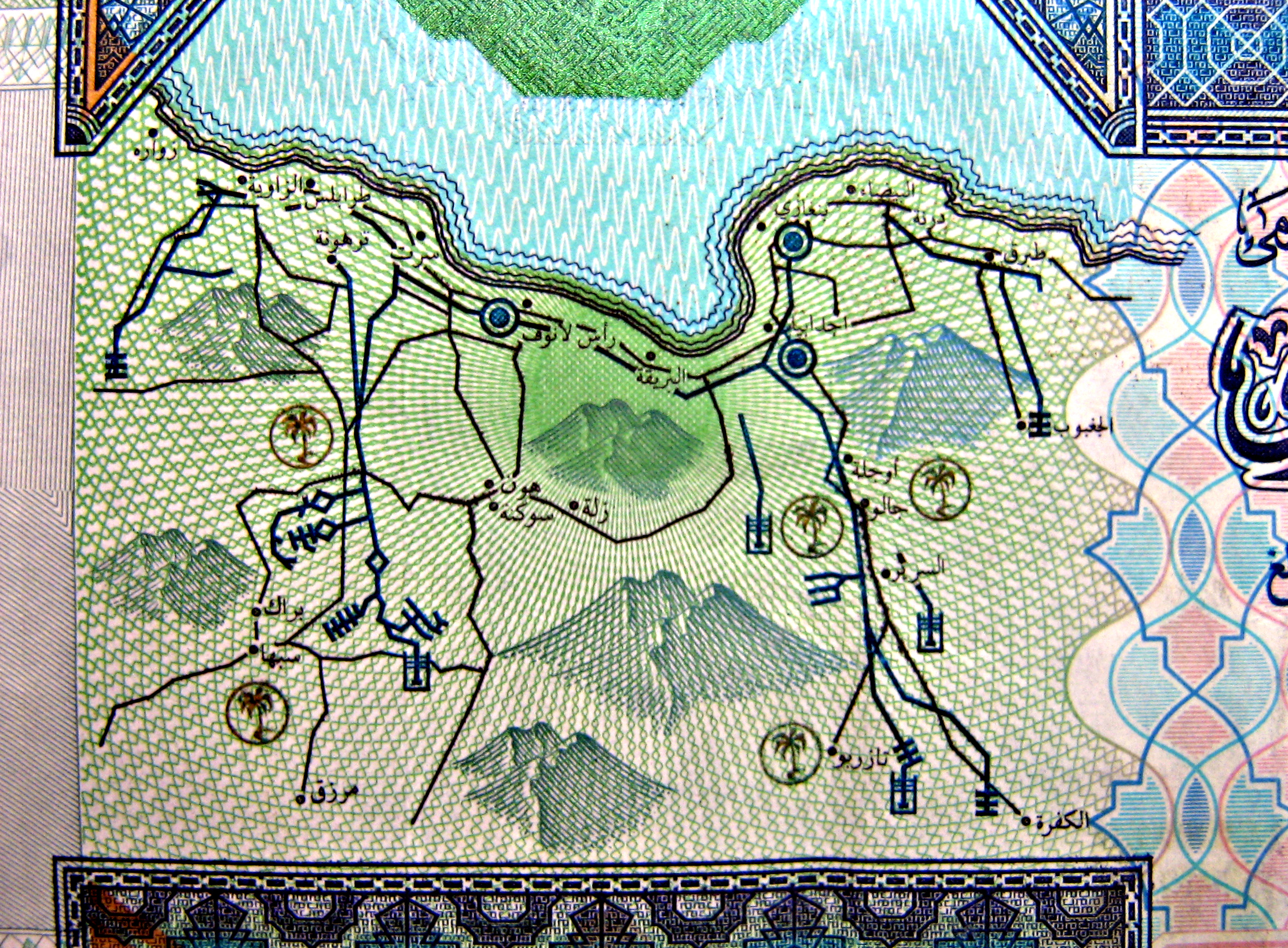